# Zeno Vinzenz von Goëss

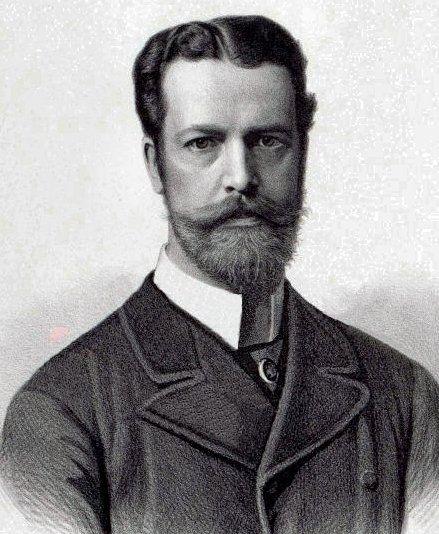
Zeno Vinzenz Graf von Goëss 1897

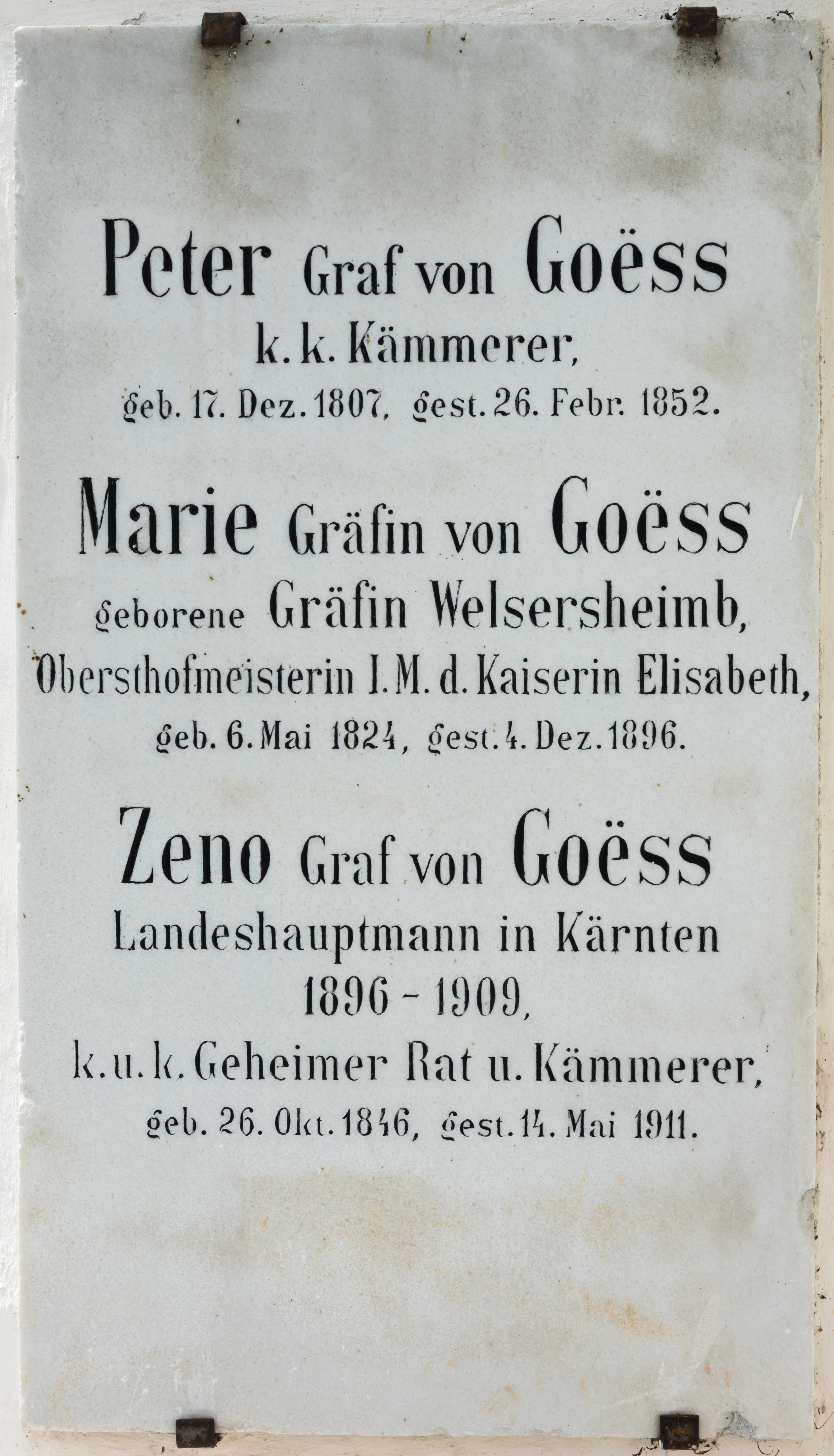
Grabstein am Friedhof von Radweg, Feldkirchen, Kärnten

Zeno Vinzenz Graf von Goëss (* 26. Oktober 1846 in Graz; † 14. Mai 1911 in Klagenfurt) war k. u. k. Kämmerer und Wirklicher Geheimer Rat, österreichischer Offizier, Gutsverwalter sowie Politiker, langjähriger Landeshauptmann von Kärnten.

## Leben
Zeno Goëss war der ältere Bruder des Statthalters von Triest Leopold Graf von Goëss, Neffe des Grafen Johann Anton von Goëss sowie Onkel von Johann Zeno Goëss und Haupt der Sekundogenitur. Er lebte, obwohl Primogenitur, auf Schloss Gradisch und überließ Ebenthal seinem Bruder Leopold, weil er verheiratet war und viele Kinder hatte (1891). Nach dem frühen Tod seines Vaters Peter Karl (* 17. Dezember 1807 in Graz; † 26. Februar 1852 in Wien) war er unter der Vormundschaft seiner Mutter Maria Johanna, geborene Gräfin von Welserheimb Freiin zu Gumptenstein (* 6. Mai 1824 in Graz; † 4. Dezember 1896 in Wien) gestanden.
Er absolvierte die Theresianische Militärakademie in Wiener Neustadt und diente anschließend als Leutnant bei den k. u. k. Kaiserdragonern, bevor er sich der Politik widmete.
Der Graf war von 1880 bis 1909 Abgeordneter des Kärntner Landtags, wurde sodann als Vertreter der Kurie des Großgrundbesitzes 1888 in den österreichischen Reichsrat gewählt und war dort bis Anfang 1897 tätig. Er fungierte auch als Erblandstabelmeister in Kärnten.
Goëss wurde in der Ära des Ministerpräsidenten Graf Badeni am 26. Januar 1897 Landeshauptmann von Kärnten und ersetzte den liberalen Politiker Joseph Duclas Erwein in diesem Amt. In dieser Funktion setzte er sich besonders für den Bau des Landeskrankenhauses und des Künstlerhauses ein. 1903 gab er eine Büste Kaiser Franz Josephs für den Empfangsraum im Klagenfurter Landhaus beim bekannten österreichischen Bildhauer Josef Valentin Kassin in Auftrag. Die gut erhaltene Skulptur in Carraramarmor wird seit 1919 im Klagenfurter Landesmuseum aufbewahrt.  Das Amt des Landeshauptmanns hatte er bis zum 21. September 1909 inne. Der Graf ließ auch den Kirchturm und das Schulhaus von Gradisch erbauen.
Er war Ehrenbürger zahlreicher Kärntner Gemeinden. Ihm zu Ehren ist eine Straße in Villach benannt. Einen Zeno Goeß Weg gibt es im Moosburger Ortsteil Ratzenegg.